# Koren, Vrba na Koroškem
Koren (nemško Wurzen) je naselje v Občini Vrba na Koroškem v Okraju Beljak-dežela na Koroškem v Avstriji.